# Front d'action du Sauerland
 (mai 2022).
La mise en forme du texte ne suit pas les recommandations de Wikipédia : il faut le « wikifier ».
Les points d'amélioration suivants sont les cas les plus fréquents. Le détail des points à revoir est peut-être précisé sur la page de discussion.
- Les titres sont pré-formatés par le logiciel. Ils ne sont ni en capitales, ni en gras.
- Le texte ne doit pas être écrit en capitales (les noms de famille non plus), ni en gras, ni en italique, ni en « petit »…
- Le gras n'est utilisé que pour surligner le titre de l'article dans l'introduction, une seule fois.
- L'italique est rarement utilisé : mots en langue étrangère, titres d'œuvres, noms de bateaux, etc.
- Les citations ne sont pas en italique mais en corps de texte normal. Elles sont entourées par des guillemets français : « et ».
- Les listes à puces sont à éviter, des paragraphes rédigés étant largement préférés. Les tableaux sont à réserver à la présentation de données structurées (résultats, etc.).
- Les appels de note de bas de page (petits chiffres en exposant, introduits par l'outil «  Source ») sont à placer entre la fin de phrase et le point final[comme ça].
- Les liens internes (vers d'autres articles de Wikipédia) sont à choisir avec parcimonie. Créez des liens vers des articles approfondissant le sujet. Les termes génériques sans rapport avec le sujet sont à éviter, ainsi que les répétitions de liens vers un même terme.
- Les liens externes sont à placer uniquement dans une section « Liens externes », à la fin de l'article. Ces liens sont à choisir avec parcimonie suivant les règles définies. Si un lien sert de source à l'article, son insertion dans le texte est à faire par les notes de bas de page.
- La présentation des références doit suivre les conventions bibliographiques. Il est recommandé d'utiliser les modèles {{Ouvrage}}, {{Chapitre}}, {{Article}}, {{Lien web}} et/ou {{Bibliographie}}. Le mode d'édition visuel peut mettre en forme automatiquement les références.
- Insérer une infobox (cadre d'informations à droite) n'est pas obligatoire pour parachever la mise en page.

Pour une aide détaillée, merci de consulter Aide:Wikification.
Si vous pensez que ces points ont été résolus, vous pouvez retirer ce bandeau et améliorer la mise en forme d'un autre article.
 (juin 2022).
Le Sauerländer Aktionsfront ou Front d'action du Sauerland (SAF) est un groupe d'extrême droite de la région du Sauerland, parfois considéré comme « l'organisation néonazie la plus importante de Rhénanie du Nord-Westphalie».

## Origine
Le front d'action a été créé en 1991 à l'initiative de l'extrémiste de droite Thomas Fink issu du mouvement skinhead de droite. À partir de 1994, un membre de la SAF a publié le fanzine de musique skin Moonstomp. D'autres publications du genre comme le Siegener Bärenruf (depuis 1996) ont été créées par des militants de la SAF,. Leur nom évolue: "Résistance nationale Sauerland / Siegerland". Le SAF était particulièrement actif dans les districts de Siegen, Olpe et dans le district de Hochsauerland, mais était également actif dans tous les États et a participé à des campagnes à l'échelle nationale. Le groupe était considéré comme militant, par exemple le groupe s'est montré solidaire du tueur policier Kay Diesner dans son organe associatif Freiestimme en 1997 et l'a décrit comme un "prisonnier de guerre du système". Aussi l'extrémiste de droite Thomas Adolf, qui a ensuite été reconnu coupable de meurtre faisait partie de l'environnement SAF à l'époque. De même le tueur de policiers Michael Berger.
Thomas Fink, mort dans un accident de moto en 1992, est remplacé par Thomas Kubiak. En novembre 1997, Kubiak et Andree Zimmermann, les deux dirigeants de SAF à l'époque, meurent dans un accident de voiture percutés par un camion remorque non éclairé sur l'A1 près de Vechta la nuit. Le cofondateur de l'extrême droite Donner Versand, Harald Theodor Mehr, est également mort dans l'accident. Lors des funérailles des militants des SAF, des drapeaux à croix gammée ont été déposés dans la tombe et des cris de Sieg-Heil ont été scandés. Des cadres néo-nazis de haut rang étaient présents, dont des représentants de la "Sécurité intérieure de Thuringe" et l'auteur-compositeur-interprète néo-nazi Frank Rennicke, Christian Worch et Siegfried Borchardt.
Peu de temps après, Daniela Wegener a repris la direction de SAF. Depuis l'an 2000, le SAF est apparu principalement sous le nom de "Résistance nationale Hochsauerland" ou "Nationalistes libres Sauerland/Siegerland" et est l'une des camaraderies libres dans le cadre de la soi-disant Résistance nationale. En 2002, « jusqu'à environ 70 'membres' mobilisables » ont été affectés au SAF. En 2004, l'Office pour la protection de la Constitution comptait environ 15 personnes dans le groupe.
Au cours de publications et de scandales entourant l'enquête sur le " National Socialist Underground " (NSU), on a appris que Zimmermann était un agent infiltré de l'Office pour la protection de la Constitution. En 1997, l'Office fédéral de la police criminelle a mis en garde l'Office pour la protection de la Constitution contre l'utilisation d'informateurs occupant des postes importants dans la scène néonazie et a cité Zimmermann comme l'un des exemples. À certains moments, les SAF ont fait l'objet d'enquêtes pour avoir formé une organisation criminelle. Cependant, la procédure n'a abouti à rien - également parce que les services secrets ont informé son informateur de ces enquêtes, après quoi le BKA n'a plus été en mesure d'enregistrer "aucune conversation pertinente" au téléphone.

## Confusion dans la culture populaire
- 2008: Lost City Raiders, de Jean de Segonzac: ne pas confondre avec les personnages de Thomas Kubiak et Bettina Zimmermann